# Kingsley Moghalu
Kingsley Chiedu Moghalu, född 1963, är en nigeriansk nationalekonom, advokat, tidigare tjänsteman vid Förenta nationerna och professor i internationellt företagande och offentlig förvaltning vid Tufts University Fletcher School of Law and Diplomacy. 2009 var Moghalu vice centralbankschef i Nigeria, 2016 grundade han Institute for Governance and Economic Transformation, och 2019 kandiderade han för Young Progressive Party till posten som Nigerias president.

## Biografi
Moghalu föddes i Lagos 1963. Hans far var Isaac Moghalu, tjänsteman i Nigerias utrikestjänst, och hans mor lärarinnan Vidah Moghalu. Moghalu växte upp i Schweiz och Washington, D.C., där hans fader var posterad. Under sent 1970-tal och tidigt 1980-tal var han elev vid Federal Government College Enugu. Han erhöll en juristexamen från University of Nigeria 1986, och examinerades som rättegångsombud från Nigerian Law School i Lagos.
1992 erhöll Moghalu en masterexamen från The Fletcher School of Law and Diplomacy vid Tufts University, där han därpå även blev forskningsassitent vid programmet för internationell politisk ekonomi. Han erhöll en filosofie doktorsgrad i internationella relationer från London School of Economics and Political Science, och har därefter studerat bland annat makroekonomi, corporate governance och globalt strategiskt ledarskap vid International Monetary Fund Institute vid Harvard Business School och på Wharton School vid University of Pennsylvania.
1992 började Moghalu även att arbeta inom Förenta nationerna. Hans första postering var i Kambodja, där han ansvarade för frågor som rör mänskliga rättigheter och demokrati för United Nations Transitional Authority for Cambodia. Ett år senare utsågs han till ansvarig för offentliga relationer vid avdelningen för fredsbevarande insatser på Förenta nationernas högkvarter i New York. Mellan 1996 och 1997 var han politisk rådgivare till den speciella representanten för Förenta nationernas generalsekreterare i Kroatien, i det före detta Jugoslavien. 1997 blev han juridisk rådgivare vid Internationella Rwandatribunalen i Arusha, Tanzania, och senare tribunalens talesperson.
2002 blev Moghalu ansvarig för globala partnerskap och resursmobilisering vid Globala fonden mot aids, tuberkulos och malaria i Genève, Schweiz. 2006 blev han dess direktör. 2006 utsåg FN:s generalsekreterare Kofi Annan Moghalu till ansvarig för att se över United Nations Internal Justice System.
I november 2009 utsåg Umaru Yar’Adua, Nigerias dåvarande president, Moghalu till vice centralbankschef, vilket han var fram till 2014. I början av 2014 bröt Moghalu med den dåvarande centralbankschefen Lamido Sanusi. Sanusi hade hävdat att det statliga oljeföretaget hade ägnat sig åt korruption. Moghalu menade att Sanusi hade överskridit sina befogenheter, och ägnade sig åt politisk aktivism, även om han fortsatt stödde Sanusis ledarskap i finansiella frågor.
2018 tillkännagav Moghalu sin kandidatur till rollen som Nigerias president, under plattformen Young Progressive Party.